# 울산광역시종합건설본부
울산광역시종합건설본부(蔚山廣域市綜合建設本部) 각종 대단위 건설사업 등을 효율적으로 추진하기 위하여 설치된 울산광역시 소속기관이다.

## 조직
- 관리시설부
- 건설부